# Primeira Liga 2021-22
La temporada 2021-22 de la Primeira Liga fue la 88.ª temporada de la Primeira Liga, la liga de fútbol de primer nivel en Portugal. Comenzó en agosto de 2021, y terminó el 16 de mayo de 2022. El torneo fue organizado por la Liga Portuguesa de Fútbol Profesional (LPFP), una división de la Federación Portuguesa de Fútbol (FPF).

## Formato
Los 18 clubes participantes jugaron entre sí 2 veces (17 partidos de local, 17 de visitante) totalizando 34 partidos cada uno, al término de la fecha 34, el club que terminó en primer lugar se coronó campeón y clasificó a la fase de grupos de la Liga de Campeones de la UEFA 2022-23, el segundo fue subcampeón y también obtuvo un cupo directo a la fase de grupos de la Liga de Campeones de la UEFA 2022-23; por otro lado, el tercer lugar se clasificó a la Tercera ronda de la Liga de Campeones de la UEFA 2022-23. El cuarto lugar a la Segunda ronda de clasificación  de la Liga de Conferencia Europa y el quinto obtuvieron su pase a la Tercera ronda de clasificación  de la Liga de Conferencia Europa. Los dos últimos equipos clasificados descendieron directamente a la LigaPRO 2022-23 y fueron reemplazados por el campeón y el subcampeón de la Liga Pro 2021-22. El 16.º clasificado jugó un play-Off de permanencia contra el tercer clasificado de la Liga Pro 2021-22.
Un cupo adicional para la fase de grupos de la Liga Europa de la UEFA 2022-23 fue asignado al campeón de la Taça de Portugal 2021-22, en caso de que el ganador ya estuviera clasificado a la Liga de Campeones, el cupo recayó sobre el cuarto clasificado.

## Equipos participantes

### Ascensos y descensos
| Pos. | Descendidos de 1.ª División |
| ---- | --------------------------- |
| 16.º | Rio Ave                     |
| 17.º | Farense                     |
| 18.º | Nacional                    |

| Pos. | Ascendidos de 2.ª División |
| ---- | -------------------------- |
| 1.º  | Estoril                    |
| 2.°  | Vizela                     |
| 3.°  | Arouca                     |

### Datos
| Equipos              | Ciudad                 | Fundación                | Estadio                         | Capacidad | Entrenador          | Marca       | Patrocinador             |
| -------------------- | ---------------------- | ------------------------ | ------------------------------- | --------- | ------------------- | ----------- | ------------------------ |
| Arouca               | Arouca                 | 25 de diciembre de 1951  | Estadio Municipal de Arouca     | 5.000     | Armando Evangelista | Skita       | Construções Carlos Pinho |
| Belenenses           | Lisboa                 | 1 de julio de 2018       | Estádio Nacional                | 37.593    | Petit               | Kelme       | Betway                   |
| Benfica              | Lisboa                 | 28 de febrero de 1904    | Estádio da Luz                  | 64.642    | Jorge Jesus         | Adidas      | Emirates                 |
| Boavista             | Oporto                 | 1 de agosto de 1903      | Estadio do Bessa                | 28.263    | João Pedro Sousa    | Kelme       | Placard                  |
| Sporting Braga       | Braga                  | 19 de enero de 1921      | Estádio Municipal de Braga      | 30.286    | Carlos Carvalhal    | Hummel      | Betano                   |
| Estoril              | Estoril                | 17 de mayo de 1939       | Estadio António Coimbra da Mota | 8.015     | Bruno Pinheiro      | Kappa       | Solverde                 |
| Famalicão            | Vila Nova de Famalicão | 21 de agosto de 1931     | Estadio Municipal 22 de Junio   | 5.307     | Ivo Vieira          | Macron      | Placard                  |
| Gil Vicente          | Barcelos               | 3 de mayo de 1924        | Estádio Cidade de Barcelos      | 12.504    | Rui Almeida         | Lacatoni    | Las Kasas                |
| Marítimo             | Funchal                | 20 de septiembre de 1910 | Estadio dos Barreiros           | 10.932    | Vasco Seabra        | Nike        | Betano                   |
| Moreirense           | Moreira de Cónegos     | 1 de noviembre de 1938   | Estádio Joaquim de Almeida      | 6.150     | Ricardo Soares      | CDT         | Placard                  |
| Paços de Ferreira    | Paços de Ferreira      | 5 de abril de 1950       | Estadio da Mata Real            | 9.076     | Jorge Simão         | Joma        | Solverde                 |
| Portimonense         | Portimão               | 14 de agosto de 1914     | Estadio Municipal de Portimão   | 5.870     | Paulo Sérgio        | Mizuno      | Ceremony                 |
| Porto                | Oporto                 | 28 de septiembre de 1893 | Estádio do Dragão               | 52.000    | Sergio Conceição    | New Balance | MEO                      |
| Santa Clara          | Ponta Delgada          | 12 de mayo de 1927       | Estadio de São Miguel           | 10.000    | Daniel Ramos        | Kelme       | Solverde                 |
| Sporting de Portugal | Lisboa                 | 1 de julio de 1906       | Estádio José Alvalade           | 52.000    | Rúben Amorim        | Nike        | Betano                   |
| Tondela              | Tondela                | 6 de junio de 1933       | Estádio João Cardoso            | 5.000     | Pako Ayestarán      | CDT         | Cabriz                   |
| Vitória de Guimarães | Guimarães              | 22 de septiembre de 1922 | Estadio Dom Afonso Henriques    | 30.000    | Pepa                | Macron      | Placard                  |
| Vizela               | Vizela                 | 1 de enero de 1939       | Estádio do FC Vizela            | 6.100     | Álvaro Pacheco      | Lacatoni    | Vizela Tourism           |

## Desarrollo

### Clasificación
| Pos. | Equipo             | Pts. | PJ | G  | E  | P  | GF | GC | Dif. | Clasificación o descenso                    |
| ---- | ------------------ | ---- | -- | -- | -- | -- | -- | -- | ---- | ------------------------------------------- |
| 1    | Porto (C)          | 91   | 34 | 29 | 4  | 1  | 86 | 22 | +64  | Fase de grupos de la Liga de Campeones      |
| 2    | Sporting de Lisboa | 85   | 34 | 27 | 4  | 3  | 73 | 23 | +50  | Fase de grupos de la Liga de Campeones      |
| 3    | Benfica            | 74   | 34 | 23 | 5  | 6  | 78 | 30 | +48  | Tercera ronda de la Liga de Campeones       |
| 4    | Sporting Braga     | 65   | 34 | 19 | 8  | 7  | 52 | 31 | +21  | Fase de grupos de la Liga Europa            |
| 5    | Gil Vicente        | 51   | 34 | 13 | 12 | 9  | 47 | 42 | +5   | Tercera ronda de la Liga Europa Conferencia |
| 6    | Vitória Guimarães  | 48   | 34 | 13 | 9  | 12 | 50 | 41 | +9   | Segunda ronda de la Liga Europa Conferencia |
| 7    | Santa Clara        | 40   | 34 | 9  | 13 | 12 | 38 | 54 | −16  |                                             |
| 8    | Famalicão          | 39   | 34 | 9  | 12 | 13 | 45 | 51 | −6   |                                             |
| 9    | Estoril            | 39   | 34 | 9  | 12 | 13 | 36 | 43 | −7   |                                             |
| 10   | Marítimo           | 38   | 34 | 9  | 11 | 14 | 39 | 44 | −5   |                                             |
| 11   | Paços de Ferreira  | 38   | 34 | 9  | 11 | 14 | 29 | 44 | −15  |                                             |
| 12   | Boavista           | 38   | 34 | 7  | 17 | 10 | 39 | 52 | −13  |                                             |
| 13   | Portimonense       | 38   | 34 | 10 | 8  | 16 | 31 | 45 | −14  |                                             |
| 14   | Vizela             | 33   | 34 | 7  | 12 | 15 | 37 | 58 | −21  |                                             |
| 15   | Arouca             | 31   | 34 | 7  | 10 | 17 | 30 | 54 | −24  |                                             |
| 16   | Moreirense (D)     | 29   | 34 | 7  | 8  | 19 | 33 | 51 | −18  | Play-offs de promoción de categoría         |
| 17   | Tondela (D)        | 28   | 34 | 7  | 7  | 20 | 41 | 67 | −26  | Liga 2 de Portugal 2022-23                  |
| 18   | Belenenses (D)     | 26   | 34 | 5  | 11 | 18 | 23 | 55 | −32  | Liga 2 de Portugal 2022-23                  |

 Fuente: Liga Portugal
Criterios de clasificación: 1) Puntos; 2) Puntos en partidos directos; 3) Gol diferencia en partidos directos; 4) Goles de visitante en partidos directos; 5) Gol diferencia; 6) Partidos ganados; 7) Goles anotados; 8) Play-off.
Notas:
1. ↑  Debido a que Porto ganó la Copa de Portugal 2021-22, el cupo que otorga dicho torneo en la Liga Europa 2022-23 fue transferido al cuarto lugar de este torneo. En consecuencia el quinto y sexto lugar clasificaron a la Liga Europa Conferencia 2022-23.
2. 1 2  Puntos en partidos directos: Famalicão 4, Estoril 1.
3. 1 2 3 4  Puntos en partidos directos: Marítimo 10, Paços de Ferreira 8, Boavista 7, Portimonense 6.

## Resultados
| Local \ Visitante    | ARO | BEL | BEN | BOA | BRA | EST | FAM | GIL | MAR | MOR | PAC | PTM | POR | STA | SPO | TON | VSC | VIZ |
| -------------------- | --- | --- | --- | --- | --- | --- | --- | --- | --- | --- | --- | --- | --- | --- | --- | --- | --- | --- |
| Arouca               |     | 0–0 | 0–2 | 2–1 | 0–6 | 0–2 | 2–1 | 2–1 | 0–3 | 1–1 | 0–1 | 1–0 | 0–2 | 1–1 | 1–2 | 2–0 | 2–2 | 1–4 |
| Belenenses SAD       | 2–1 |     | 0–7 | 0–0 | 0–1 | 0–1 | 2–3 | 1–1 | 1–2 | 1–1 | 0–2 | 2–0 | 1–4 | 2–1 | 1–4 | 0–2 | 1–0 | 1–0 |
| Benfica              | 2–0 | 3–1 |     | 3–1 | 6–1 | 2–1 | 0–0 | 1–2 | 7–1 | 1–1 | 2–0 | 0–1 | 0–1 | 2–1 | 1–3 | 2–1 | 3–0 | 1–1 |
| Boavista             | 1–0 | 0–0 | 2–2 |     | 1–1 | 1–1 | 2–5 | 1–1 | 1–1 | 1–0 | 3–0 | 1–1 | 0–1 | 2–0 | 0–3 | 1–1 | 1–1 | 2–2 |
| Braga                | 1–0 | 1–0 | 3–2 | 2–2 |     | 2–0 | 2–2 | 0–1 | 0–1 | 2–0 | 2–1 | 3–0 | 1–0 | 0–0 | 1–2 | 3–1 | 0–0 | 4–1 |
| Estoril              | 1–2 | 2–2 | 1–1 | 2–3 | 0–0 |     | 2–2 | 2–2 | 2–1 | 1–0 | 0–0 | 2–0 | 2–3 | 2–2 | 0–1 | 1–0 | 0–0 | 1–2 |
| Famalicão            | 0–0 | 1–0 | 1–4 | 1–2 | 3–2 | 3–1 |     | 2–2 | 0–0 | 5–0 | 0–0 | 0–3 | 1–2 | 0–0 | 1–1 | 2–1 | 1–2 | 1–1 |
| Gil Vicente          | 1–1 | 2–0 | 0–2 | 3–0 | 0–1 | 0–0 | 4–0 |     | 1–1 | 1–2 | 1–1 | 1–0 | 1–2 | 2–2 | 0–4 | 3–0 | 3–2 | 2–2 |
| Marítimo             | 2–2 | 1–1 | 0–1 | 4–0 | 0–2 | 0–0 | 0–1 | 1–2 |     | 0–0 | 2–0 | 0–1 | 1–1 | 4–1 | 1–1 | 1–3 | 0–1 | 2–0 |
| Moreirense           | 2–1 | 4–1 | 1–2 | 1–2 | 2–3 | 1–0 | 2–2 | 2–2 | 0–1 |     | 1–1 | 0–1 | 0–1 | 0–2 | 0–2 | 2–0 | 0–1 | 4–1 |
| Paços de Ferreira    | 0–0 | 2–2 | 0–2 | 1–1 | 0–0 | 1–3 | 2–0 | 0–1 | 2–0 | 2–1 |     | 1–1 | 2–4 | 2–1 | 0–2 | 1–1 | 1–2 | 2–1 |
| Portimonense         | 1–1 | 2–0 | 1–2 | 1–1 | 1–2 | 0–2 | 1–0 | 0–1 | 1–2 | 1–0 | 0–1 |     | 0–3 | 2–1 | 2–3 | 1–2 | 1–1 | 0–0 |
| Porto                | 3–0 | 2–0 | 3–1 | 4–1 | 1–0 | 2–0 | 3–1 | 1–1 | 2–1 | 5–0 | 2–1 | 7–0 |     | 3–0 | 2–2 | 4–0 | 2–1 | 4–2 |
| Santa Clara          | 2–1 | 0–0 | 0–5 | 2–1 | 1–1 | 2–0 | 0–2 | 1–0 | 2–2 | 2–2 | 2–0 | 1–1 | 0–3 |     | 3–2 | 2–2 | 1–0 | 3–1 |
| Sporting de Portugal | 2–0 | 2–0 | 0–2 | 2–0 | 1–2 | 3–0 | 2–0 | 4–1 | 1–0 | 1–0 | 2–0 | 3–2 | 1–1 | 4–0 |     | 2–0 | 1–0 | 3–0 |
| Tondela              | 2–2 | 1–1 | 1–3 | 2–2 | 0–1 | 1–2 | 3–2 | 0–3 | 4–2 | 2–1 | 0–1 | 0–3 | 1–3 | 3–0 | 1–3 |     | 1–1 | 2–3 |
| Vitória de Guimarães | 1–3 | 0–0 | 1–3 | 1–1 | 2–1 | 3–1 | 2–1 | 5–0 | 2–1 | 2–1 | 4–0 | 0–1 | 0–1 | 1–1 | 1–3 | 5–2 |     | 4–0 |
| Vizela               | 2–1 | 2–0 | 0–1 | 1–1 | 0–1 | 1–1 | 1–1 | 0–1 | 1–1 | 0–1 | 1–1 | 1–1 | 0–4 | 1–1 | 0–2 | 2–1 | 3–2 |     |

## Partido de ascenso y descenso
El décimo sexto lugar de este torneo, Moreirense, jugó contra el tercer lugar de la Segunda División 2021-22, Chaves, en partidos de ida y vuelta para determinar al último equipo integrante de la Primeira Liga de la próxima temporada.
- Los horarios corresponden al huso horario de verano portugués (UTC+1).

| Ida; 21 de mayo de 2022 | Chaves                                 | 2 – 0   | Moreirense | Estadio Municipal, Chaves                             |                                                       |
| 20:00                   | - João Teixeira 15' - João Correia 67' | Reporte |            | Asistencia: 4416 espectadores Árbitro(s): Hugo Miguel | Asistencia: 4416 espectadores Árbitro(s): Hugo Miguel |

| Vuelta; 29 de mayo de 2022 | Moreirense   | 1 – 0 (Global 1 – 2) | Chaves | Parque de Jogos Comendador Joaquim de Almeida Freitas, Moreira de Cónegos |                                                         |
| 19:30                      | Paulinho 25' | Reporte              |        | Asistencia: 4051 espectadores Árbitro(s): António Nobre                   | Asistencia: 4051 espectadores Árbitro(s): António Nobre |

- Chaves ganó 2-1 en el marcador global y ascendió a la Primeira Liga, Moreirense descendió a la Segunda Liga.